# Infantería de Marina (España)
El Cuerpo de Infantería de Marina es una unidad de élite encuadrada dentro de la Armada española. Es la infantería de marina más antigua del mundo, creada el 27 de febrero de 1537 por el rey Carlos I. La función principal de los infantes de marina es la realización de operaciones anfibias, así como su operatividad tanto por mar y tierra, esto es, proyección del poder naval mediante el uso de fuerzas anfibias sobre una costa hostil o potencialmente hostil.
Su capacidad para embarcar en muy poco tiempo, junto con apoyos aéreos y terrestres orgánicos de la Armada, la convierten en una unidad de alto valor estratégico por su alto grado de adiestramiento, capacidad y posibilidad de posicionarse de forma rápida y discreta en aguas internacionales; constituyendo un factor de disuasión considerable.
El oficial al mando del cuerpo es un general de división que ostenta el cargo de comandante general de la Infantería de Marina (COMGEIM).

## Historia

### Nacimiento
La Infantería de Marina tiene su origen en los Tercios Viejos, unidades de infantería inicialmente destinada a ir embarcada en navíos, cosa que se hacía de forma temporal para realizar campañas o combates específicos. La diferencia surge cuando se decide que estas tropas debían tener una dedicación exclusiva a la guerra naval. Fue creada por Carlos I el 27 de febrero de 1537 al asignar de forma permanente a las escuadras de galeras del Mediterráneo las Compañías viejas del mar de Nápoles. Sin embargo, fue Felipe II el que creó el concepto actual de "fuerza de desembarco".
Durante el reinado de Felipe II, se crearon varias unidades asignadas a distintas embarcaciones. Había nacido el concepto de fuerza de desembarco, ya que estas guarniciones, al desembarcar, formaban unidades tácticas capaces de enfrentarse a la infantería y caballería enemigas. Uno de los más famosos fue el Tercio de la Armada del Mar Océano, creado en 1566, que con el nombre de Tercio de la Liga Católica peleó en 1571 en la batalla de Lepanto. Posteriormente, este Tercio cambió varias veces de nombre hasta que en 1772 recuperó su nombre original.

### Evolución
La llegada de los Borbones al trono de España modificó por completo la organización de todas las fuerzas armadas. Los Tercios desaparecen a partir de 1704 y son sustituidos por los Regimientos. En lo que se refiere a los Tercios de Marina, llamados ahora Batallones de Marina.
Hasta 1704 los Tercios se convierten en los Regimientos de Bajeles, Armada, Mar de Nápoles y de Marina de Sicilia, parte de los cuales pasan posteriormente al Ejército de Tierra y el resto sigue en la Armada constituyendo el Cuerpo de Batallones de Marina.
Entre las acciones más destacadas de esta época cabe citar:
- La expedición de Argel, 1541.
- La batalla naval de Lepanto, 1571.
- La expedición de Túnez, 1573.
- La conquista de la Terceras y Azores, 1582.
- La expedición a Inglaterra, 1599.
- La expedición a San Salvador, Brasil, 1625.

### Reorganización
El Cuerpo de Batallones de Marina fue organizado en 1717 por el ministro de Marina e Indias, llegó a tener doce batallones. Su misión se centró en la guarnición de los buques en los que predominaban los fuegos de fusilería durante el abordaje. Además formaban parte de las dotaciones de artillería y de realizar desembarcos, formando parte de las Columnas de Desembarco constituidas por la suma de las guarniciones de los buques que intervenían en la acción.
Durante esta época su actuación fue decisiva en múltiples ocasiones, entre otras:
- Conquista de Cerdeña, 1717.
- Conquista de Nápoles y Sicilia, 1732.
- Expedición a Pensacola (Florida), 1770.
- Defensa de La Habana, 1762.
- Expedición a Argel, 1775.
- Desembarco en Tolón, 1793.
- Defensa de Ferrol, 1800.
- Reconquista de Buenos Aires, 1806.
- En la guerra de la Independencia se distingue en las acciones de Bailén, Ocaña, Talavera, Fuente Frías y Tolosa.
Tras la desaparición de la escuadra de galeras del Mediterráneo en 1748, se procedió a la reorganización y a la modernización de la tropa de mar de ella, cambiando la denominación de las compañías existentes, dejando de ser conocidas por el nombre del capitán que las mandaba, y pasando desde diciembre de 1749 a nombrarse por un sistema ordinal, tal como ya se hallaba instaurado en muchos países europeos. De esta forma, en Cartagena quedaron constituidos un total de ocho batallones, compuestos de seis compañías cada uno.
En 1763 la Infantería de Marina es nombrada Cuerpo de Casa Real, en reconocimiento a la heroica defensa que 600 infantes de marina hicieron del Castillo del Morro de La Habana frente a 12.000 soldados ingleses. Por ello el uniforme tiene las sardinetas en su bocamanga y los colores azul y rojo de Tropas de Casa Real.
En 1793, una mujer, Ana María de Soto, haciéndose pasar por varón con el nombre de Antonio María de Soto, se alista en la 6.ª compañía del 11.º Batallón de Marina, siendo licenciada con pensión y honores en 1798, al descubrirse que era mujer. Es la primera mujer infante de marina del mundo.
En 1808 estalla la Guerra de la Independencia Española, la Infantería de Marina baja de los buques inmovilizados y sus batallones de Marina se incorporan en forma de regimientos de infantería en los combates de las unidades del ejército.
Durante esta época los batallones y las brigadas de Marina contaron con muchos técnicos y científicos que eran los mejores de su época, por encima de los ingleses y franceses, gracias a sus saberes matemáticos. Desde mediados del siglo xviii había un elevado número de soldados, de marina o del ejército, embarcados en los buques. Esa proporción, mayor a la británica e incluso francesa, cubrió la falta de marinería, que era suplida por los soldados.

### Siglo XIX
En 1827 se crea el Real Cuerpo de Infantería de Marina. Las necesidades de las guerras carlistas, cantonales y ultramarinas le dieron un carácter de fuerza expedicionaria casi permanente.
Las campañas de Cochinchina (1858), México (1862), Santo Domingo (1864), Cuba y Filipinas (1898), y las de África (1859), son los escenarios de los batallones expedicionarios, alguno de los cuales llegó a permanecer diez años seguidos en ultramar.
En esta época tiene lugar una de las actuaciones más gloriosas, la acción de San Pedro Abanto, el 27 de marzo de 1874, durante las guerras carlistas. En ella, el segundo batallón del Primer Regimiento de Infantería de Marina rompe el cerco de Bilbao, llegando hasta Murrieta en una heroica y brillante carga a la bayoneta.
Los acontecimientos del Norte de África reclamaron la intervención en numerosas acciones: desembarco y ocupación de Tánger (1906), desembarco en Larache (1911), combates de Bu-Maiza (1912), T´Zaletza (1913), el Fondak (1919), Kudia Rapta y el desfiladero de Afarmun (1920), Verda y Dar-Mestad (1921). En 1925 tiene lugar el desembarco de Alhucemas, brillante acción de los Ejércitos Nacionales, en el que un batallón expedicionario del Cuerpo toma parte.

### Guerra Civil
Al finalizar la Primera Guerra Mundial y debido al fracaso de Galípoli, y pese al éxito del desembarco del Alhucemas, se abandona por parte de muchos países la táctica del asalto anfibio. La Infantería de Marina española entra en crisis y es declarada a extinguir en 1931, ya que se consideraba que las unidades anfibias eran muy costosas y poco eficaces, a pesar del desembarco de Alhucemas.
La Guerra Civil reactivó en 1936 a la Infantería de Marina, con unidades en ambos bandos que combatieron tanto en tierra como a bordo de los buques. Al igual que el resto de las fuerzas armadas, la Infantería de Marina quedó dividida entre los dos bandos. Las unidades de San Fernando y Ferrol quedaron en uno y las de Cartagena y Madrid en el otro. El gobierno de la República llegó a constituir hasta cuatro brigadas mixtas de Infantería de Marina. Durante la guerra civil española, el oficial de Infantería de Marina Ambrosio Ristori de la Cuadra fue condecorado con la Placa Laureada de Madrid a título póstumo.
En el lado republicano, en junio de 1937, se organizó en el frente de Madrid, con batallones de Infantería de Marina, la 151.ª Brigada Mixta. Está unidad luchó en primera fila en Madrid, Teruel y Cataluña.
Finalizada la Guerra Civil, la actividad se limita, fundamentalmente, a guarnición de bases navales y dotación de buques. La misión anfibia estaba olvidada.

### Entrada en la última época
La Segunda Guerra Mundial puso de manifiesto la importancia de la Guerra Anfibia y posibilitó nuevos procedimientos de asalto anfibio. En España el mando de la Infantería de Marina realizó un esfuerzo para ponerse al día.
Las Unidades de Infantería de Marina recuperaron su antigua denominación de Tercios y reciben el nombre de Agrupaciones las Fuerzas de la Jurisdicción Central (Madrid) y de la Base Naval de Canarias.
En 1957 la Infantería de Marina recuperó la misión de Fuerza de Desembarco. Un Decreto de 1968 asigna como misión principal llevar a cabo acciones militares en la costa, iniciadas en la mar, además contribuir a la defensa y seguridad de las instalaciones, formar parte de dotaciones de buques y asistir a las autoridades marítimas cuando el ejercicio de su autoridad lo requiera.
Cuando las circunstancias lo requirieron volvió a hacer de Fuerza Expedicionaria, como en Ifni y Sáhara (1957), estableciendo la primera cabeza de playa en la zona de operaciones. Se llevó a cabo la creación del Grupo Especial y posteriormente en 1969 es reestructurado, recuperando la designación de Tercio de Armada. Se adquiere medios y se realiza adiestramiento para dominar la complejidad técnica de las operaciones anfibias.
En 1969, fuerzas de Infantería de Marina desembarcan en Guinea Ecuatorial para proteger la evacuación de súbditos españoles residentes en la ya exprovincia española. En 1975, unidades del TEAR embarcan y se preparan para desembarcar en el Sáhara Occidental, pero la evolución de los acontecimientos hace innecesaria su intervención.
A partir de 1989, con la desintegración de la Unión Soviética, las fuerzas anfibias adquieren aún una mayor importancia. El alto grado de alistamiento, interoperabilidad, la acción conjunta y multinacional, son características buscadas. Desde 1990 el Tercio de Armada viene actuando en Bosnia-Herzegovina (desde julio de 1996 en el marco de las misiones IFOR y SFOR, y desde diciembre de 2004 en la operación UE Althea), Irak y Océano Indico (operaciones Iraqui Freedom y Enduring Freedom desde el 2002 hasta el 2004), Haití (desde noviembre de 2004 a marzo de 2006 en apoyo a la misión MINUSTAH de Naciones Unidas) y Líbano. La Fuerza de Protección (FUPRO) ha desplegado equipos de seguridad operativa en los buques que han participado en las misiones ATALANTA y SOPHIA y en despliegues multinacionales como es el caso de las Agrupaciones Permanentes de la OTAN. También hubo un contingente de la Fuerza de Guerra Naval desplegado en Irak y otro del Tercio de Armada en Mali.

## Estructura
Las dos unidades principales de la Infantería de Marina, dependientes del comandante general del Cuerpo, son el Tercio de Armada y la Fuerza de Protección (establecido un máximo de 4680 efectivos, encontrándose a un 90 % de su capacidad).

### Tercio de Armada
El Tercio de Armada (TEAR) es la unidad anfibia y expedicionaria de la Fuerza de Infantería de Marina (FIM). Consta de la Brigada de Infantería de Marina (BRIMAR) y Ayudantía Mayor.
El Tercio de Armada (TEAR), situado en San Fernando (Cádiz), es la Fuerza responsable de aquellas misiones terrestres que se inician desde el mar.
- Brigada de Infantería de Marina (BRIMAR)

La BRIMAR es el conjunto de unidades de combate, de apoyo de combate y de apoyo de servicios de combate, capaz de vivir y combatir con sus propios medios durante un tiempo que está en proporción a su entidad y autonomía logística, y cuyo límite de empleo lo determina el desgaste de sus unidades de fusiles. En operaciones anfibias, su autonomía logística se ve enormemente potenciada por el apoyo prestado por los buques anfibios desde los cuales opera. En la estructura de la BRIMAR existen dos batallones de desembarco (BD-I y el BD-II) y uno mecanizado (BD-III) que son el componente anfibio principal en lo que a personal involucrado directamente en acciones de combate. Hay otros grupos de diversa entidad adscritos a diferentes capacidades. Uno de ellos es el Grupo de Movilidad Anfibia (GRUMA), heredero de medios y capacidades del Grupo de Armas Especiales (GRAE). El GRUMA integra las unidades con medios orgánicos especializados para el movimiento buque-costa de la Fuerza de Desembarco y otras especializadas en las funciones de combate de movilidad, contra-movilidad y protección. El GRUMA cuenta con una Compañía de Zapadores, una Compañía de Embarcaciones y una Compañía de Vehículos de Asalto Anfibio (VAE), donde se emplean los blindados anfibios oruga AAV.
- Mando y Estado Mayor del TEAR
  - Getear (general de brigada, comandante del Tercio de Armada)
  - Sejebrimar (coronel segundo jefe TEAR)
  - JEM. (teniente coronel jefe de Estado Mayor)
  - Sección de Personal y Detall G-1
  - Sección de Inteligencia y CIDI G-2
  - Sección de Operaciones G-3
  - Sección de Logística G-4
  - Sección de Comunicaciones G-6
  - Secretaría TEAR
- Primer Batallón de Desembarco (BD-I)
  - Una Compañía de Plana Mayor y Servicios
  - Tres Compañías de Fusiles (1ª, 2ª y 3ª Cías.)

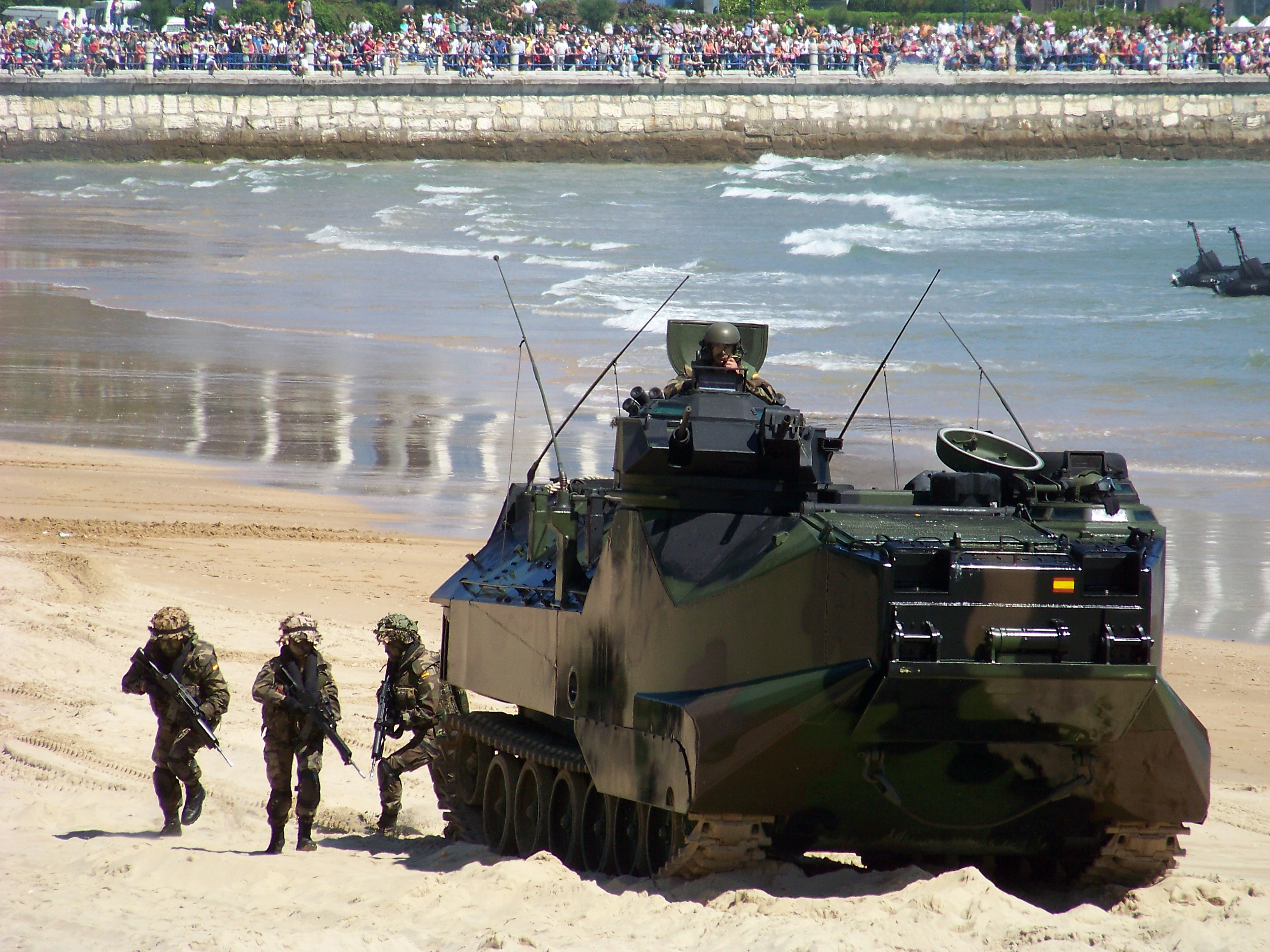
AAV-7P desembarcando fusileros en la segunda playa de El Sardinero en Santander.

  - Una Compañía de Armas (4ª Cía.)
- Segundo Batallón de Desembarco (BD-II)
  - Una Compañía de Plana Mayor y Servicios
  - Tres Compañías de Fusiles (5.ª, 6.ª y 7.ª Cías.)
  - Una Compañía de Armas (8.ª Cía.)AAV-7P desembarcando fusileros en la segunda playa de El Sardinero en Santander.
- Tercer Batallón Mecanizado (BDMZ-III)
  - Una Compañía de Plana Mayor y Servicios
  - Dos Compañías de Desembarco Mecanizadas (la 9.ª y 10.ª)
  - Una Compañía de Carros (la 11.ª)
  - Una Compañía de Armas (la 12.ª)
- Grupo de Movilidad Anfibia (antiguo Grupo de Armas Especiales (GRAE))
  - Compañía de Plana Mayor y Servicios
  - Compañía de Zapadores
  - Compañía de Vehículos de Asalto Anfibio
  - Compañía de Embarcaciones
  - Compañía Contra Carro
- Grupo de Artillería de Desembarco (GAD)
  - Batería de Plana Mayor y Servicios
  - Dos baterías de Artillería, dotadas de piezas Oto-Melara M-56 de 105/14 mm, remolcadas por camiones
  - Una batería Autopropulsada dotada de piezas M-109 de 155 mm, con sus vehículos de municionamiento rápido M-992 FAASV
  - Una batería de Misiles Antiaéreos Ligeros Mistral, transportada en vehículos Humvee
  - Una Batería de Coordinación y Control del Apoyo de Fuegos (CCAF)Obús autopropulsado M-109A2 en Egipto como parte de las maniobras Bright Star 01.

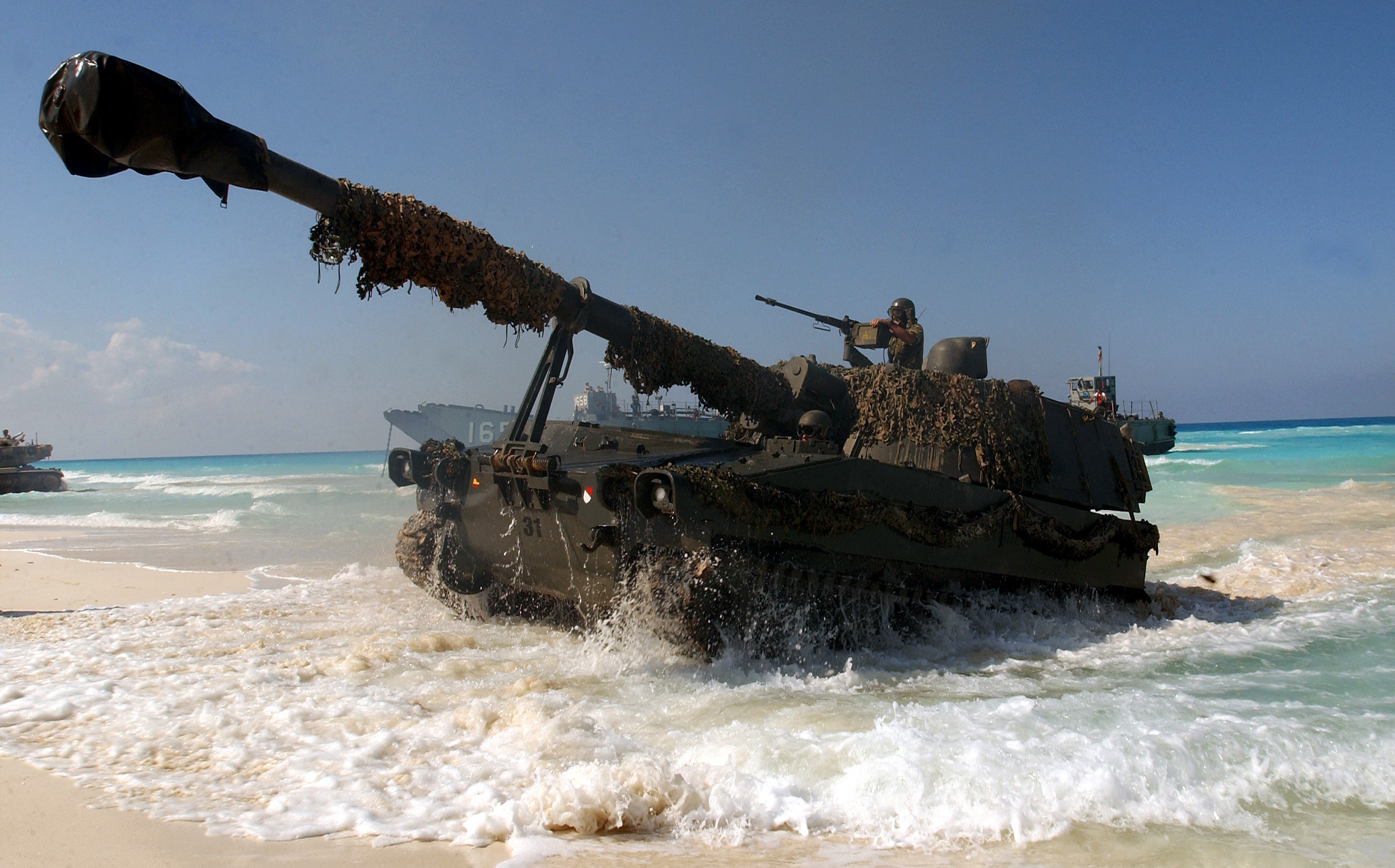
Obús autopropulsado M-109A2 en Egipto como parte de las maniobras Bright Star 01.

- Grupo de Apoyo de Servicio de Combate (GASC)

El Grupo de Apoyo de Servicio de Combate resulta vital para el adiestramiento del resto de la Brigada de Infantería de Marina (BRIMAR) y así mismo es fundamental en operaciones reales de cierta magnitud por cuanto proporciona todos los apoyos necesarios al resto de las unidades (Transporte, Sanidad, Mantenimiento y Aprovisionamiento).
- Compañía de Plana Mayor y Servicios
- Compañía de Sanidad
- Compañía de Transportes
- Compañía de Aprovisionamiento
- Compañía de Mantenimiento
- Compañía de Organización y Movimiento en Playa (OMP)
- Batallón de Cuartel General (BCG)

El Batallón de Cuartel General es una de las siete unidades tipo batallón/grupo que integran la Brigada. Es una unidad de reciente creación pero heredera de otras cuyo origen se remonta al nacimiento del Tercio de Armada, allá por 1969. Su personal y equipos, concentran las principales capacidades de la Brigada en el ámbito del Mando y Control, la Inteligencia y el Reconocimiento.
- Compañía TAR
- Compañía de Comunicaciones
- Compañía de Inteligencia
- Compañía de Cuartel General

- Ayudantía Mayor

Es la unidad del TEAR que asegura los servicios de alimentación del personal; limpieza y mantenimiento de las instalaciones; suministro de material, equipo y repuestos; mantenimiento de armamento, vehículos y material; . esta unidad la manda un Teniente coronel del Cuerpo.

Servicio Económico Administrativo del Tercio de Armada: Es la sección que lleva el control económico-administrativo de los recursos puestos a disposición del TEAR.

### Fuerza de Protección
La Fuerza de Protección es una de las tres grandes unidades de la Infantería de Marina. La Fuerza de Protección (FUPRO) es la encargada de velar por la seguridad de las instalaciones y el personal de la Armada (alrededor de 2.000 efectivos), mandada por un general de brigada. Sus integrantes también están preparados para participar en Operaciones de Interdicción (MIO), Protección Marítima (MFP) y para cualquier otro cometido que necesite de la capacidad de combate en tierra de sus unidades. Los miembros de los Equipos Operativos de Seguridad (EOS) de la Infantería de Marina van embarcados a bordo de los buques. Estos equipos de la Fuerza de Protección (FUPRO) pertenecen al Tercio del Norte, Tercio del Sur y Tercio de Levante. Su misión es proporcionar seguridad a los buques, además de formar a los Trozos de Visita y Registro (TVR), que tienen como misión inspeccionar todo tipo de embarcaciones.

Cuartel General de la Fuerza de Protección de la Armada.
La FUPRO se organiza en Tercios o agrupaciones ubicadas en las diferentes áreas geográficas de mayor necesidad de protección de la Armada. Estas unidades son:
- Tercio Norte (Ferrol).
- Tercio Sur (San Fernando).
- Tercio de Levante (Cartagena).
- Agrupación de Madrid (Madrid).
- Unidad de Seguridad de Canarias (Las Palmas).

### Tercios y Agrupaciones

##### Tercio del Norte (TERNOR)
Tiene su base en el Cuartel de Dolores, que se encuentra en la ciudad de Ferrol (La Coruña). 
- COMTERNOR. Coronel comandante de la Unidad.
- 2.º jefe y jefe de la Plana Mayor.
- Suboficial mayor de la Unidad.
- Cabo mayor de la Unidad.
  - 2.º jefe y jefe de la Plana Mayor.
  - Servicio de Sanidad.
  - S.E.A.
  - S-1 Personal
  - S-2/S-3 Inteligencia / Operaciones.
  - S-4 Logística.
- Compañía de Seguridad.
  - Secciones de Seguridad.
  - Equipos Operativos.
  - Unidad de Embarcaciones.
- Compañía de Guarnición (ya extinta).
- Compañía de Policía Naval.
  - Sección de P.N.
  - Sección Cinológica.
  - Equipo de Escoltas.
- Compañía de Plana Mayor y Servicios.
  - Sección de Transportes.
  - Sección de Comunicaciones.
  - Sección de Servicios.
- Unidad de Música.

##### Tercio del Sur (TERSUR)
Tiene su base en las localidades de San Fernando (Cádiz) y Rota (Cádiz)
- COMTERSUR. Coronel Comandante de la Unidad.
- 2.º jefe y jefe de la Plana Mayor.
- Suboficial Mayor de la Unidad.
- Cabo Mayor de la Unidad.
- Plana Mayor .
  - S-1 Personal.
  - S-2/S-3 Inteligencia/Operaciones.
    - Guardia Militar de la Zona de San Carlos (GUSEG).

  - S-4 Logística
- 3.ª Compañía de Seguridad.
  - Sección de Seguridad.
  - Equipos Operativos.
- Compañía de Policía Naval.
  - Sección Cinológica.
  - Sección de Policía Naval.
  - Equipo de Escoltas.
- Unidad de Seguridad de la B.N. Rota.
- Compañía de Plana Mayor y Servicios.
  - Sección de Transportes.
  - Sección de Comunicaciones.
  - Sección de Embarcaciones.
  - Sección de Servicios.
- Unidad de Música.

##### Tercio de Levante (TERLEV)
En Cartagena (Murcia)
- COMTERLEV. Coronel comandante de la Unidad.
- Suboficial mayor de la Unidad.
- Cabo mayor de la Unidad.
- Plana Mayor.
  - S-1 Personal.
    - Oficina de Apoyo al Personal.

  - S-2/S-3 Inteligencia / Operaciones.
  - S-4 Logística.
- Jefatura de Servicios.
  - Sanidad.
  - S.E.A.
  - Unidad de Música.
- Unidad de Seguridad.
  - Compañía de Seguridad.
    - Secciones de seguridad
    - Equipos operativos
      - PL1N
      - PL2N
      - PL3N

  - Compañía de Policía Naval.
  - Unidad Cinológica.
- Compañía de Plana Mayor.
  - Comunicaciones.
  - Informática.
  - Sec. Servicios.
  - Sec. Transporte.

##### Agrupación de Infantería de Marina de Madrid (AGRUMAD)
En Madrid.
- Comandante AGRUMAD.
- Suboficial mayor.
- Banda de Música.
- Jefatura de Servicios.
  - S.E.A.
  - Sanidad.
- Segundo comandante y jefe de la Plana Mayor.
  - Plana Mayor.
    - S-1
    - S-2/S-3
    - S-4
- CIA y Dotación.
  - Sección de Transportes.
  - Sección de Comunicaciones.
  - Sección de Servicios.
- Unidad de Seguridad.
  - Compañía de Seguridad.
    - EOS (Equipos Operativos de Seguridad)

  - Compañía de Policía Naval.
    - Unidad Cinológica.

 Unidad de Seguridad del Mando Naval de Canarias (USCAN)

En Las Palmas de Gran Canaria
- COMUSCAN.
- Suboficial mayor.
- SEA y Aprovisionamiento.
- Plana Mayor.
  - S-1 Personal.
  - S-2/S-3 Inteligencia / Operaciones.
  - S-4 Logística.
  - O.C.B.
- Compañía de Seguridad.
  - Sección de Seguridad.
  - Unidad de Embarcaciones.
- Equipos operativos 
  - PC1N
  - PC2N
  - PC3N
- Unidad de Policía Naval.
  - Sección de P.N.
  - Unidad Cinológica.
  - Equipo de Escoltas.
- Unidad de Plana Mayor y Servicios.
  - Sección de Transporte Auto.
  - Sección de Mantenimiento.
  - Sección de Comunicaciones

### Fuerza de Guerra Naval Especial (FGNE)
Es la fuerza de operaciones especiales de la Armada especializada en operaciones en ambiente marítimo, terrestre y de litoral. Está bajo el mando directo del AJEMA y está formada por el antiguo Mando de Guerra Naval Especial, la extinta Unidad de Operaciones Especiales de la Brigada de Infantería de Marina (UOE) y la extinta Unidad Especial de Buceadores de Combate (UEBC).
Estas unidades se agrupan en elementos con los siguientes cometidos principales:
- Mando y control: Grupo de Mando y Plana Mayor y Pelotón CIS de la Unidad de Plana Mayor y Apoyo
- Combate: Estoles
- Apoyo de Combate (CSU): Unidad de embarcaciones y paracaidismo de la Unidad de Plana Mayor y Apoyo.
- Apoyo de Servicios de Combate (CSSU): Sanidad, Aprovisionamiento, Transporte, plegado, Armas y Material y Cargo de la Unidad de Plana Mayor y Apoyo

### Sección Martín Álvarez
Mientras permaneció activo el Portaaviones Príncipe de Asturias tuvo asignada una sección de Infantería de Marina embarcada, encargada de la Seguridad y Control del Buque, que también podía realizar operaciones MIO (Maritime Interdiction Operations, Operaciones de Interdicción Marítima) usando helicópteros o embarcaciones semirrígidas.
Una vez que el buque inició su proceso de baja, la Sección fue desmantelada y sus miembros destinados a otras unidades.

### Compañía de Reconocimiento y Adquisición de Blancos (TAR)
La Compañía TAR se creó en 2012 sustituyendo a la Unidad de Reconocimiento (URECON) asignada al Batallón de Cuartel General. Su misión es el reconocimiento para la Brigada de Infantería de Marina (BRIMAR). Sus tareas son observación y reconocimiento, adquisición de blancos y control del apoyo de fuego (artillería y ataques aéreos) y movilidad. Para ello se entrena en inserción/extracción mediante técnicas de paracaidismo y buceo.

### Compañía Mar Océano de la Guardia Real
La Compañía Mar Océano fue creada el 1 de diciembre de 1981, está encuadrada en el Grupo de Honores de la Guardia Real. Su organización es la de una Compañía de Fusiles.

## Escuela de Infantería de Marina General Albacete y Fuster

Escudo de la EIMGAF

La Escuela de Formación de Infantería de Marina está situada en Cartagena (Murcia). Allí se realizan todos los cursos de ascenso y perfeccionamiento.
Hace unos años, estaba dividida en dos partes: la ESFORTIM (Escuela de Formación de Infantería de Marina), en Cartagena (Murcia); y la EIM (Escuela de Infantería de Marina), situada en San Fernando (Cádiz). La primera de ellas se dedicaba exclusivamente a los cursos de capacitación a soldado, cabo y cabo primero, así como el curso de Aptitud de Policía Naval. El resto de los cursos (el segundo año del curso ascenso a Suboficial, curso de conductor de vehículos de combate, curso de capacitación de la UOE, etc.) se realizaban en la EIM.
En noviembre de 2003, el Ministro de Defensa Federico Trillo, decidió trasladar la EIM (Escuela de Aplicación de Infantería de Marina), que llevaba 124 años implantada en la Ciudad andaluza de San Fernando a Cartagena, su ciudad natal generándose críticas y polémicas al respecto, del mismo modo que trasladó varias escuelas situadas originalmente en Cartagena a la Escuela de Especialidades Antonio de Escaño, en Ferrol. Actualmente todo está centralizado en Cartagena, excepto el primer año del curso de ascenso a Suboficial (que se realiza en la Escuela de Suboficiales ESUBO de San Fernando), y los cursos mixtos con el resto de la Armada.

## Policía Naval
Las Unidades de la Policía Naval están organizadas para el desempeño, tanto en paz como en guerra, de misiones específicas de seguridad y orden. Cumplen los cometidos de vigilancia de unidades y dependencias de la Armada, custodia, escolta y regulación de transporte y convoyes militares, protección de autoridades, identificación de personal y vehículos, etc. En el ejercicio de sus funciones tendrán el carácter de agentes de la autoridad.

## Equipamiento

### Armas de infantería

#### Armas Cortas
- FNP-9
- Llama M-82
- Glock 17
- Glock 45
- Glock 26 Gen5

Escopeta
- Benelli M4[17]

#### Fusil de asalto
- Heckler & Koch G36 Versiones E y K (Reconocimiento y EOS)
- Heckler & Koch HK416 (Fuerza de Guerra Naval Especial)[18]

#### Fusil de francotirador
- Accuracy International Arctic Warfare
- Barrett M95
- HK 417
- Barrett M107
- HK SL8

#### Subfusil
- Heckler & Koch MP5

#### Ametralladora
- FN Minimi (FN Minimi Para 5,56 OTAN // FN Minimi MK3 7,62 OTAN)
- CETME Ameli
- Rheinmetall MG-3
- Browning M2

#### Armas antitanque
- Lanzacohetes C-100
- Lanzacohetes C-90C

### Artillería
- Mortero
- Obús autopropulsado M-109A2.[19]
- M-56

### Misiles guiados
- Spike LR (anti-tanque)
- Mistral (antiaéreo)

### Vehículos
- Piranha IIIC 8x8
- AAV-7A1
- Humvee
- VAMTAC ST5 BN3

## Empleos y divisas
Las divisas y galones de empleo van colocados en la bocamanga en la modalidad "A" de los uniformes de diario, gala, etiqueta y gran etiqueta.

### Divisas

#### Oficiales
| Código OTAN      | OF-8                | OF-7               | OF-6    | OF-5             | OF-4       | OF-3    | OF-2     | OF-1    | OF-1 |
| ---------------- | ------------------- | ------------------ | ------- | ---------------- | ---------- | ------- | -------- | ------- | ---- |
| España           |                     |                    |         |                  |            |         |          |         |      |
| Teniente general | General de división | General de brigada | Coronel | Teniente coronel | Comandante | Capitán | Teniente | Alférez |      |
|                  |                     |                    |         |                  |            |         |          |         |      |

#### Suboficiales y tropa
| Código OTAN | OR-9             | OR-9        | OR-8    | OR-7             | OR-6     | OR-5                   | OR-4                     | OR-3             | OR-2                            | OR-1                |
| ----------- | ---------------- | ----------- | ------- | ---------------- | -------- | ---------------------- | ------------------------ | ---------------- | ------------------------------- | ------------------- |
| España      |                  |             |         |                  |          | Insignia de cabo mayor | Insignia de cabo primero | Insignia de cabo | Insignia de soldado profesional | Insignia de soldado |
| España      | Suboficial mayor | Subteniente | Brigada | Sargento primero | Sargento | Cabo mayor             | Cabo primero             | Cabo             | Soldado profesional             | Soldado             |

#### Escuela Naval Militar
| Código OTAN                    | OF-D                                 | OF-D                                 | OF-D                             | Oficiales Alumnos                | Oficiales Alumnos |
| ------------------------------ | ------------------------------------ | ------------------------------------ | -------------------------------- | -------------------------------- | ----------------- |
| España                         |                                      |                                      |                                  |                                  |                   |
| Alférez-alumno (alumno de 5.º) | Guardiamarina de 2.º (alumno de 4.º) | Guardiamarina de 1.º (alumno de 3.º) | Aspirante de 2.º (alumno de 2.º) | Aspirante de 1.º (alumno de 1.º) |                   |

#### Escuela de Suboficiales
| España                   |                |                 |             |  |  |  |  |  |  |
| Sargento alumno 3.er año | Alumno 2.º año | Alumno 1.er año | Alumno MPTM |  |  |  |  |  |  |
|                          |                |                 |             |  |  |  |  |  |  |

### Tiras de pecho "galletas" usadas en el uniforme árido pixelado

#### Oficiales
| Código OTAN | OF-8             | OF-7                | OF-6               | OF-5    | OF-4             | OF-3       | OF-2    | OF-1     | OF-1    |
| ----------- | ---------------- | ------------------- | ------------------ | ------- | ---------------- | ---------- | ------- | -------- | ------- |
| España      | Teniente general | General de división | General de brigada | Coronel | Teniente coronel | Comandante | Capitán | Teniente | Alférez |
| España      | Teniente general | General de división | General de brigada | Coronel | Teniente coronel | Comandante | Capitán | Teniente | Alférez |

#### Suboficiales y tropa
| Código OTAN | OR-9             | OR-9        | OR-8    | OR-7             | OR-6     | OR-5       | OR-4         | OR-3 | OR-2                           | OR-1    |
| ----------- | ---------------- | ----------- | ------- | ---------------- | -------- | ---------- | ------------ | ---- | ------------------------------ | ------- |
| España      |                  |             |         |                  |          |            |              |      | Galleta de soldado profesional |         |
| España      | Suboficial mayor | Subteniente | Brigada | Sargento primero | Sargento | Cabo mayor | Cabo primero | Cabo | Soldado profesional            | Soldado |

## Uniformes

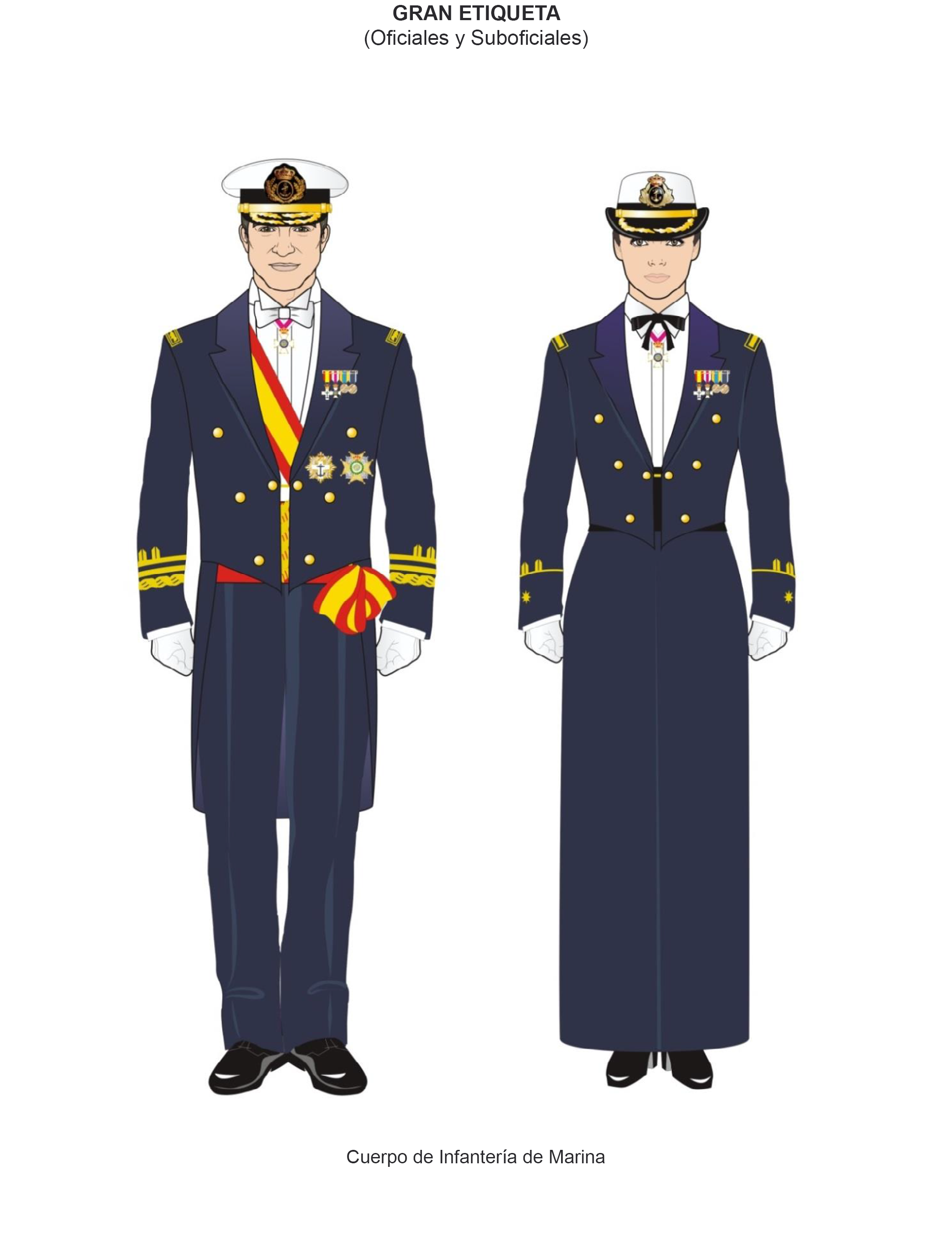
Gran Etiqueta
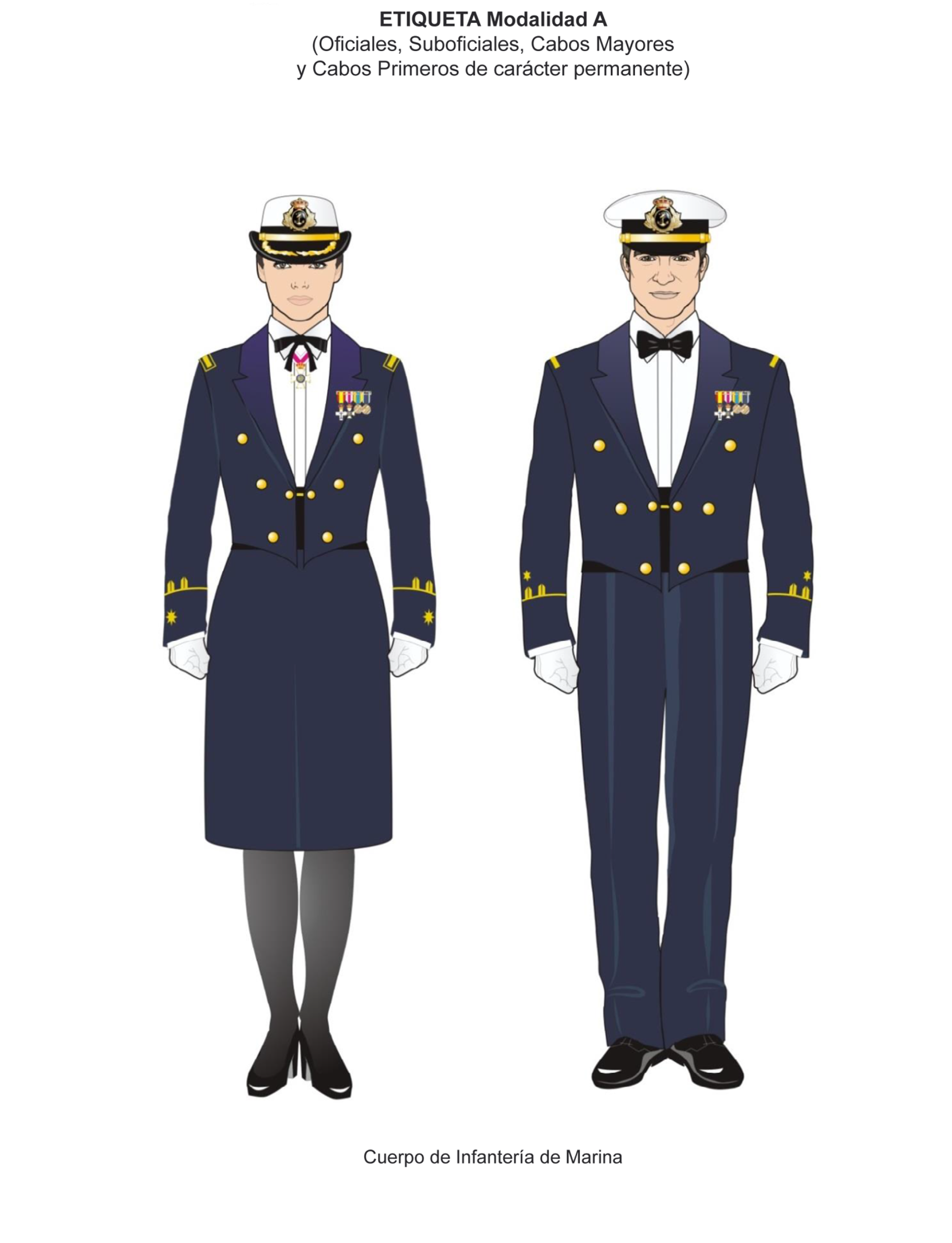
Etiqueta Modalidad A
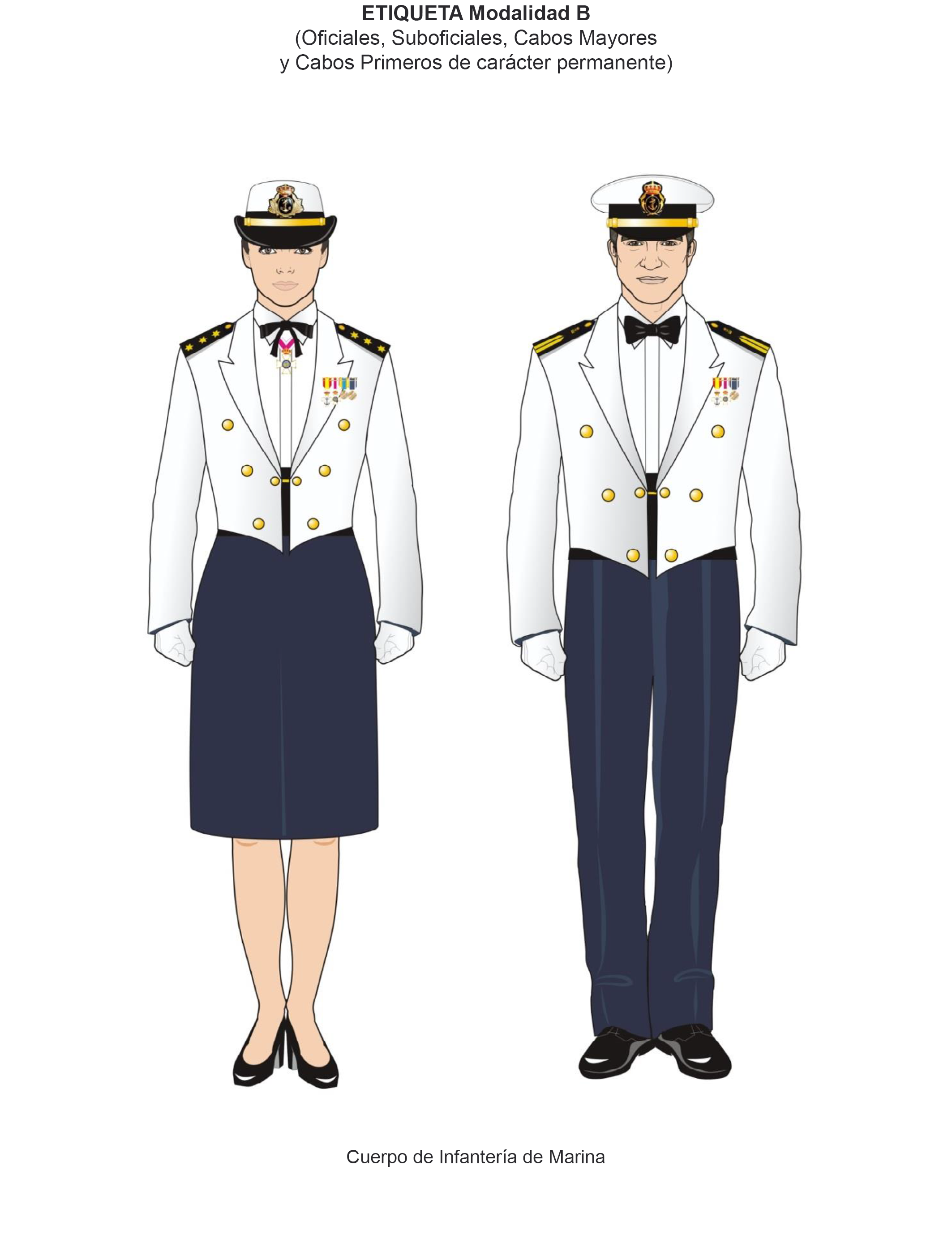
Etiqueta Modalidad B
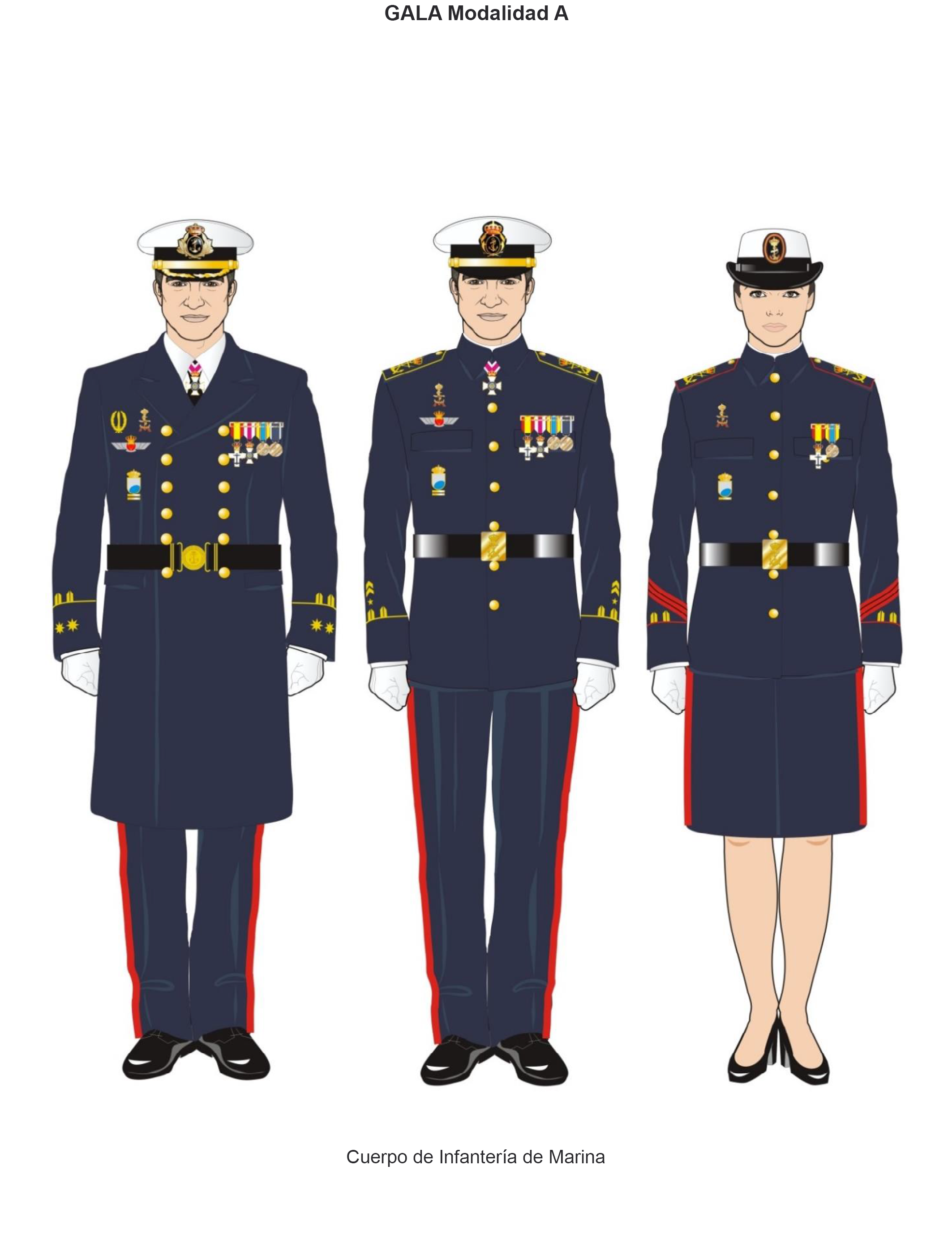
Gala Modalidad A
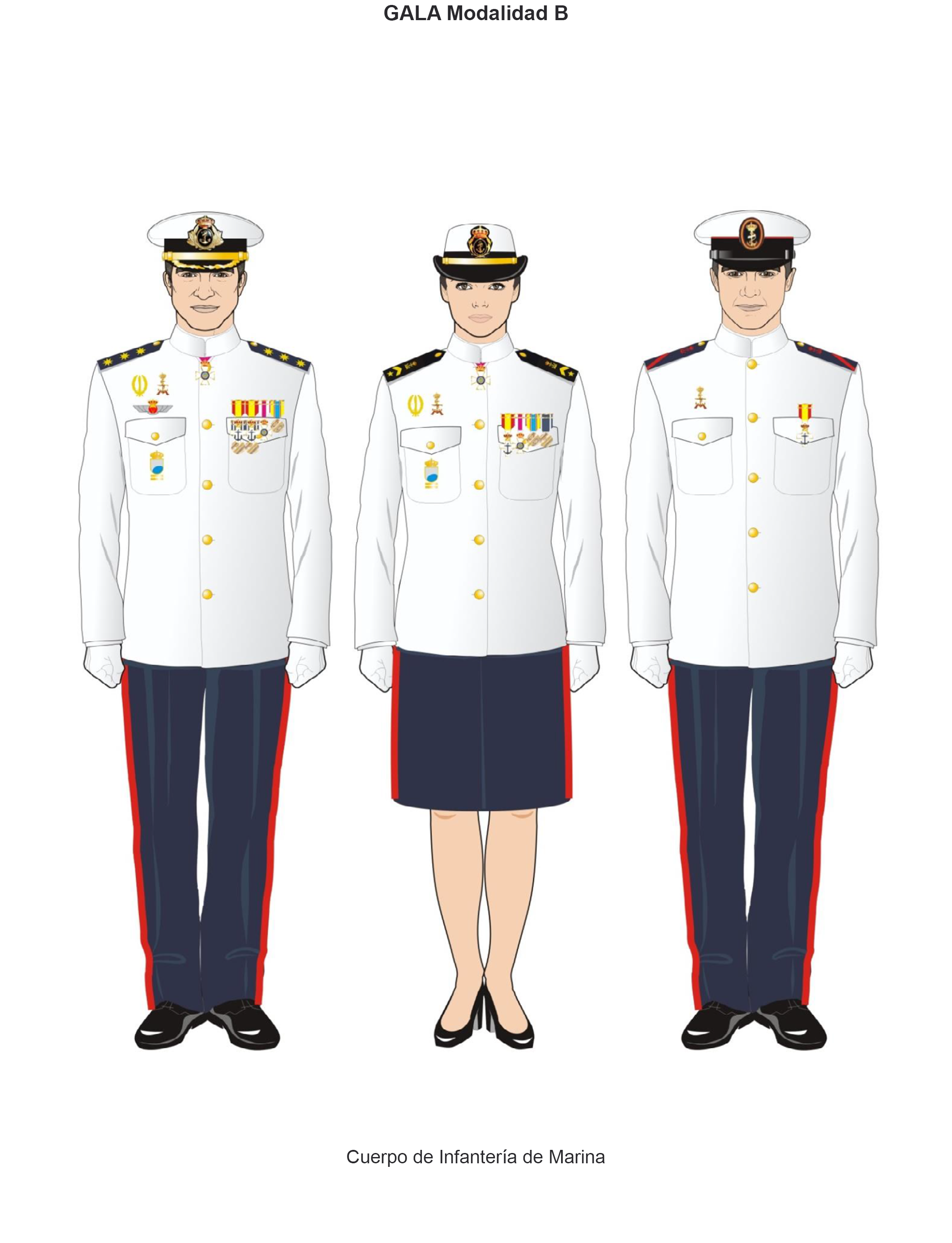
Gala Modalidad B
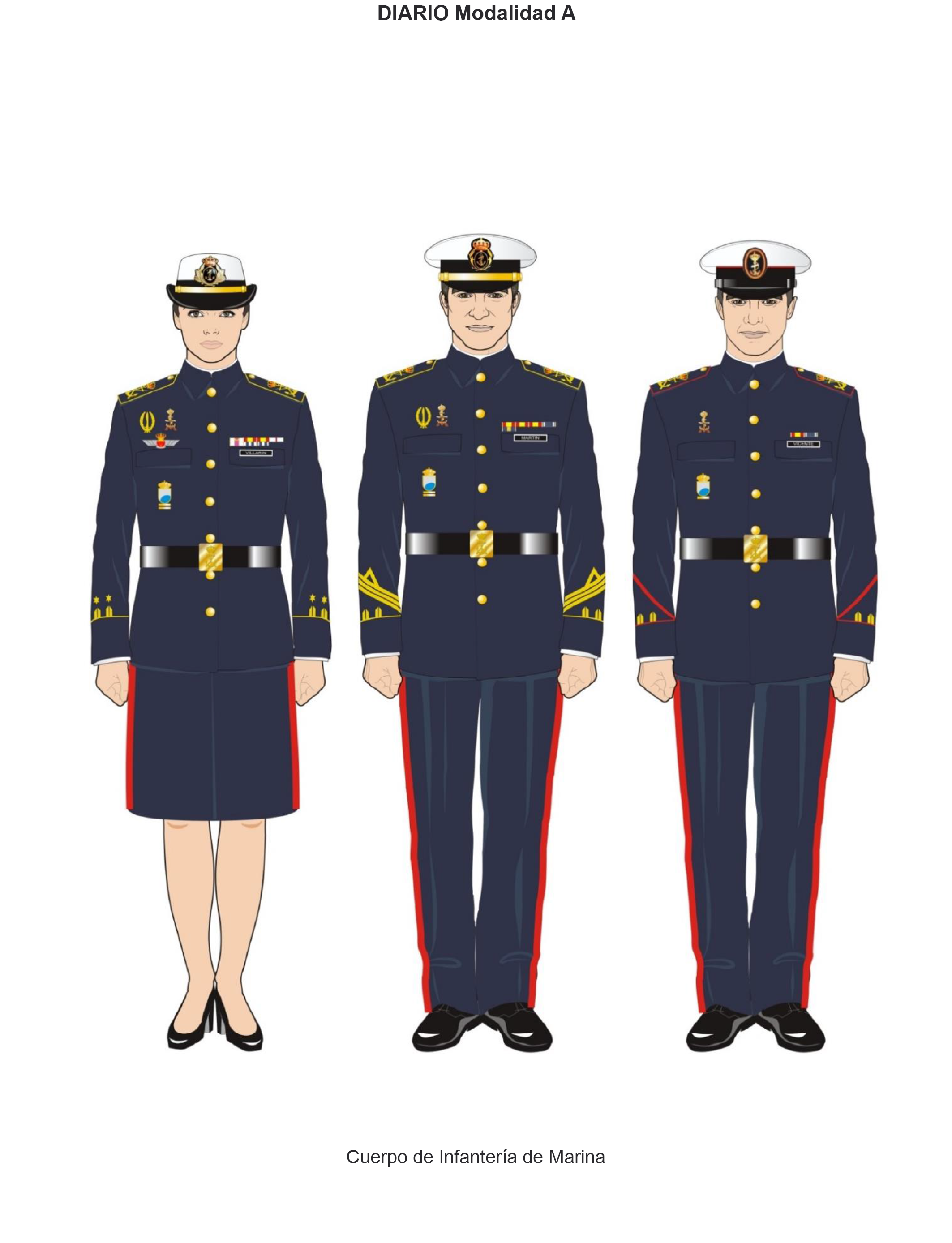
Diario Modalidad A
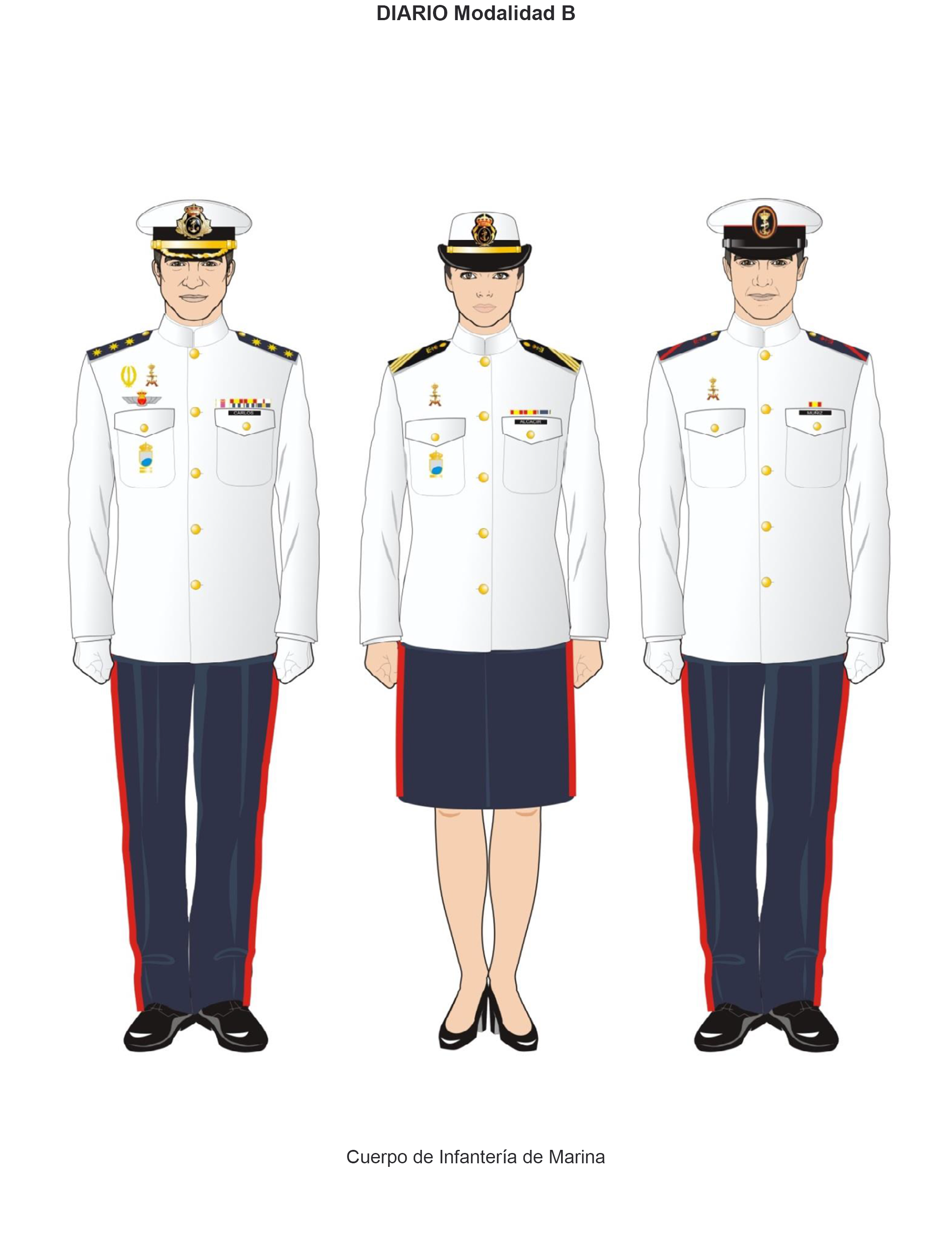
Diario Modalidad B
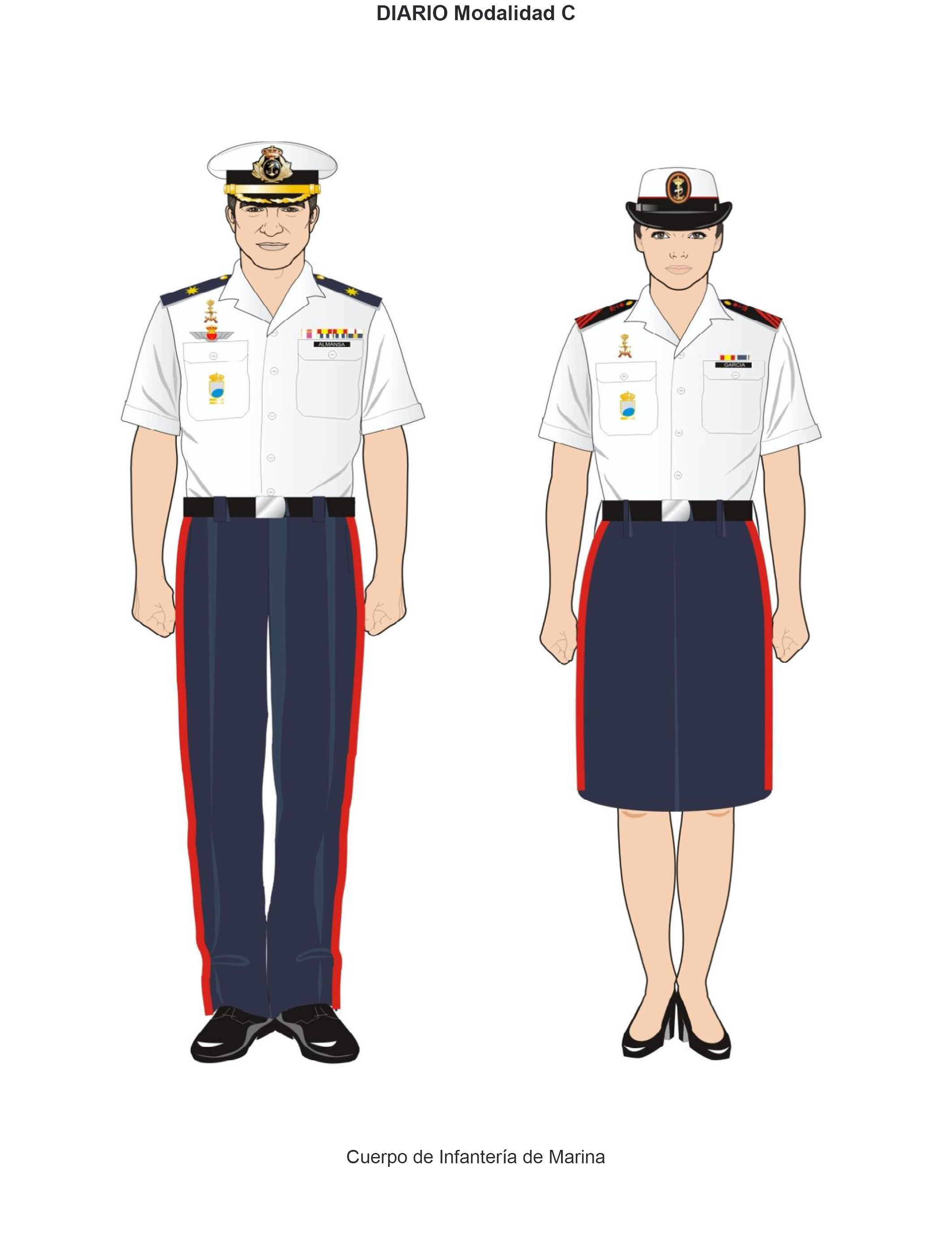
Diario Modalidad C
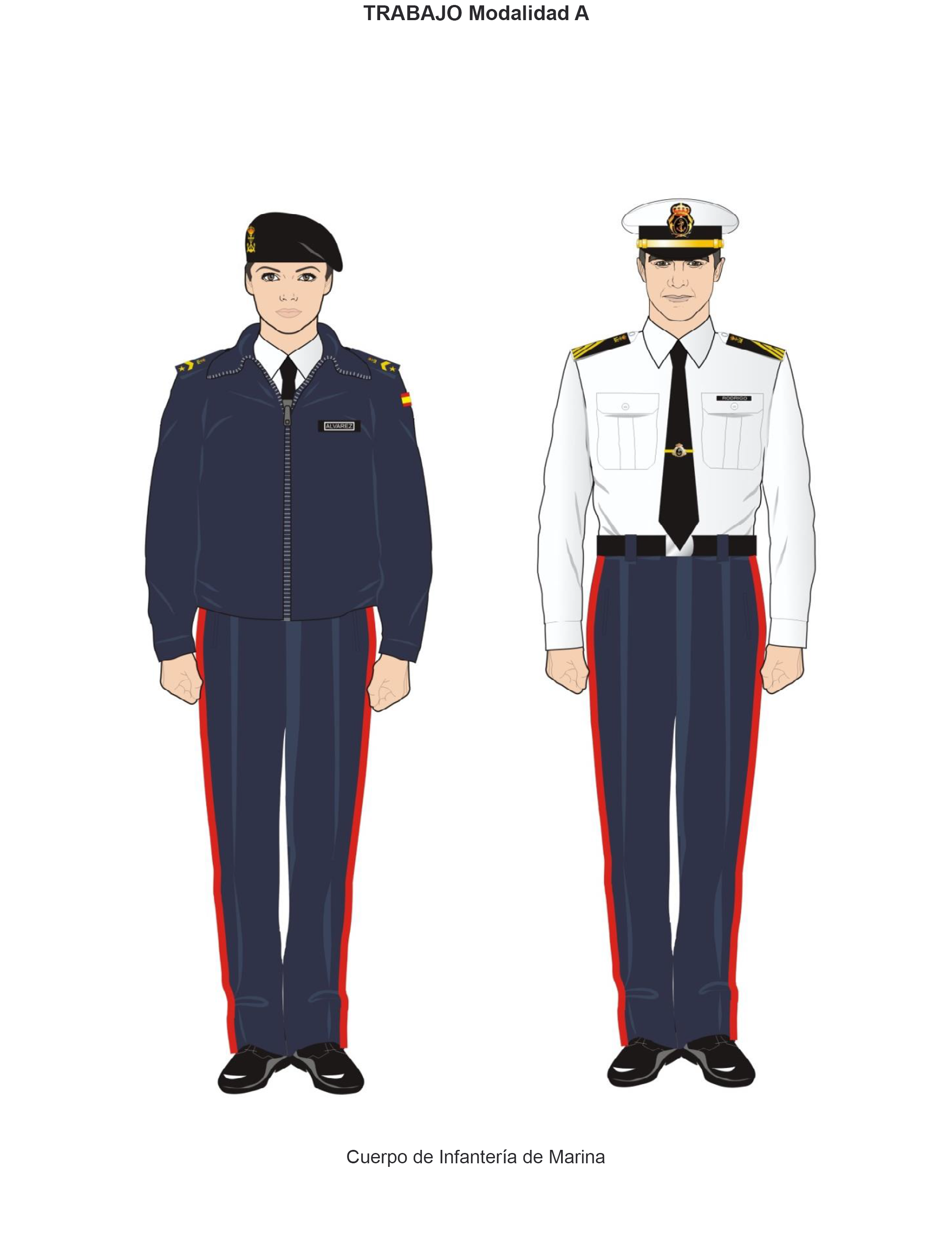
Trabajo Modalidad A
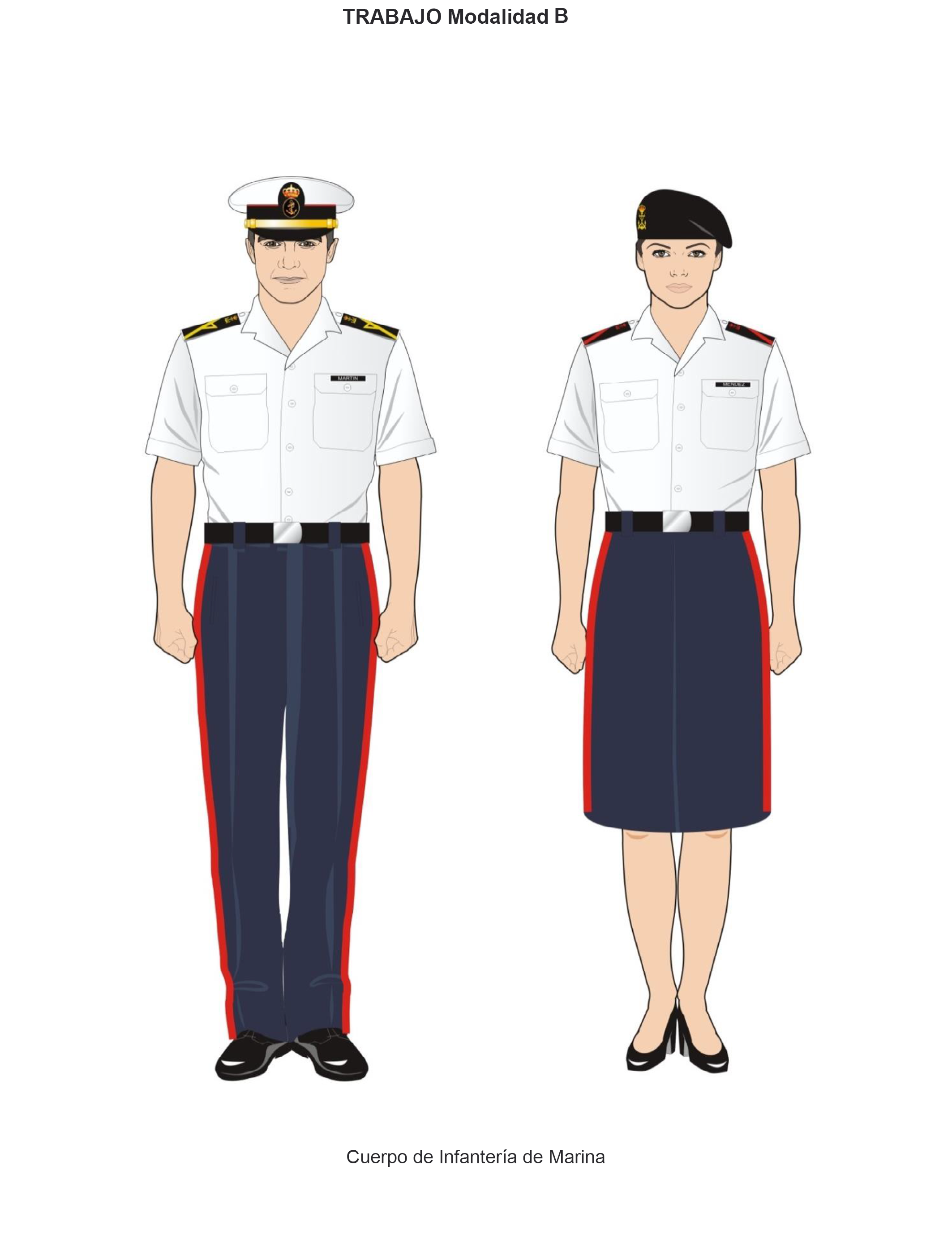
Trabajo Modalidad B

Fuente: "Orden DEF/1756/2016, de 28 de octubre.

#### Antiguos rombos de la Infantería de Marina
Las clases de tropa llevaban a ambos lados del cuello unos rombos con fondo rojo y una letra amarilla, indicativa del destino al que pertenecían. Al desaparecer el Servicio Militar obligatorio, se produjeron algunos cambios en la uniformidad de los soldados, desapareciendo este distintivo. 

## Miembros famosos
El infante de Marina más famoso de todos los tiempos fue sin duda Miguel de Cervantes Saavedra, que combatió y fue herido en la batalla de Lepanto en 1571, así como Pedro Calderón de la Barca.

### Lope de Figueroa
Lope de Figueroa (Guadix ca. 1541-Monzón, 1585). Capitán, maestre de campo general y capitán general de la costa del Reino de Granada, que participó en numerosas acciones de guerra, entre las cuales destacan la conquista de la isla de los Gelves, la guerra de La Alpujarra y las batallas de Lepanto y de la isla Terceira. En su tercio combatió como soldado Miguel de Cervantes.

### El granadero Martín Álvarez
Martín Álvarez Galán fue un soldado que participó en la batalla naval del cabo de San Vicente el 14 de febrero de 1797, a bordo del navío San Nicolás de Bari, distinguiéndose por su valor, que fue reconocido hasta por el enemigo inglés. Por los méritos contraídos en el abordaje por los ingleses del barco que tripulaba fue ascendido a cabo, aunque previamente tuvo que aprender a leer y escribir, que no sabía. Por Real Orden de 12 de diciembre de 1848 se dispuso que siempre haya un barco de la Armada con el nombre Martín Álvarez.

### Soldados Rama y Cancela
José Rama Varela y Antonio Cancela Domínguez partieron hacia Cuba el 4 de mayo de 1895, junto al resto del 2.º Batallón del 2.º Regimiento de Infantería de Marina, en Ferrol. El 5 de junio de 1895, los soldados Rama y Cancela se encontraban guarneciendo las vías férreas que unían Holguín con el puerto de Gíbara, cuando una patrulla española cercana fue atacada en Piedra Picada por unos 2000 insurgentes cubanos (mambises). Los tres infantes españoles que componían la patrulla eran Ignacio Carril, Fidel Fial y Jerónimo Blanco Incógnito, y ante la abrumadora superioridad enemiga trataron de alcanzar la posición defensiva de Rama y Cancela, pero no lo lograron. 
El general Maceo, líder de los mambises cubanos, no esperaba tanta resistencia por parte de los dos gallegos, que retrasaron el avance de los sublevados más de una hora, tiempo necesario para organizar la contraofensiva española. Rama y Cancela fueron encontrados en su puesto, acribillados a balazos y machetazos, rodeados de una gran cantidad de vainas por la munición gastada, y con ocho cadáveres cubanos a su alrededor, algunos con herida de bayoneta: habían defendido su puesto por el fuego y el combate próximo. 
Jerónimo Blanco Incógnito fue hallado herido pero con vida (con masa encefálica expuesta), y pudo narrar lo ocurrido tiempo después. Le fue concedida la Cruz de Plata al Mérito Militar con Distintivo Rojo.

### El soldado Manuel Lois García
Nacido el 22 de mayo de 1912 Órdenes (La Coruña), embarcó en el crucero pesado Baleares durante la Guerra Civil, por el bando sublevado.
Los hechos que ocurrieron el 7 de septiembre de 1937 quedan narrados en el libro Historia de la Infantería de Marina española de José Enrique Rivas Fabal, historiador del Cuerpo y antiguo comandante general del mismo:

Otro impacto (del Libertad) en la chimenea barre la cubierta servida por la Infantería de Marina... Cae herido el comandante de la batería, alférez de navío don Miguel Pardo de Donlebun, y ve con terror cómo se hincha una caja de urgencia, lo que le hace pensar que arden los iluminantes...; consciente del peligro que ello representa para la seguridad del buque, grita: "¡Un voluntario para abrir esa caja!"... Se abre paso entre sus compañeros nuestro héroe, soldado Lois, telefonista del cañón número 4, sereno y consciente del peligro que corre... ase firmemente los cierres y abre la tapa. Recibe en su cuerpo toda la carga mortífera y queda de momento sumido en un mar de fuego... El espíritu del infante de marina se sobrepone a su dolor físico y coge con sus manos, hechas un ascua, una de aquellas cargas al rojo vivo.

Sus carbonizados músculos se niegan a obedecer a su férrea voluntad; cae al suelo, y en él empuja con su pecho el infernal artefacto, que rueda hacia el mar... El peligro ha pasado.
Llevado a la enfermería, le dice su comandante: "No te apures, Lois, que cuando te pongas bueno, te daré dos meses de permiso y un beso para tu madre..."

A las 18 horas expiraba el héroe; el bravo comandante, con lágrimas en los ojos, al tiempo que impone a sus restos la Medalla naval, le besa y dice: "Manuel Lois, te doy el beso prometido..."

Le fue concedida a título póstumo la Laureada de San Fernando (30-5-1939), B.O.153.
Pertenecía a las fuerzas del Cuerpo de Ferrol (lo que es hoy el Tercio del Norte).

## Himno de la Infantería de Marina (Marcha Heroica)
La Marcha Heroica de la Infantería de Marina, también conocida como Himno de la Infantería de Marina, es la marcha oficial del cuerpo. Fue escrito por J. Raimundo y compuesto por el coronel Agustín Díez Guerrero.
Infantes de Marina

marchemos a luchar,

La Patria engrandecer

y su gloria acrecentar,

nobleza y valentía

nuestros emblemas son:

no abandonar la Enseña

al ruido del cañón

y sí morir por ella

es nuestra obligación.

No me llores madre mía

si en la lucha he de quedar

que es deber del español

¡por la Patria!

su sangre derramar.

A luchar, a luchar

bravos Infantes de Marina;

a vencer o morir

por defender la noble España.

Por su honor, por su honor

luchemos todos sin cesar

hasta lograr de nuestro suelo

la admiración del mundo entero.

Infantes de marina

marchemos a luchar,

La Patria engrandecer

y su gloria acrecentar,

nobleza y valentía

nuestros emblemas son:

no abandonar la Enseña

al ruido del cañón

y si morir por ella

es nuestra obligación.

No me llores madre mía

si en la lucha he de quedar

que es deber del español

¡por la Patria!

su sangre derramar.

Gloria a los valientes

que por mar y tierra

heroicamente murieron

defendiendo su Bandera.

Sigamos su ejemplo

de valentía sin par,

que los Infantes de Marina

gloriosamente saben triunfar.

## Decálogo del infante de marina
- 1.er mandamiento: Mi primer deber como infante de marina es estar permanentemente dispuesto a defender España y entregar, si fuera preciso, mi propia vida.
- 2.º mandamiento: Seré siempre respetuoso con mis mandos, leal con mis compañeros, generoso y sacrificado en mi trabajo.
- 3.º mandamiento: Estaré preparado para afrontar con valor, abnegación y espíritu de servicio cualquier misión asignada a la Infantería de Marina.
- 4.º mandamiento: Seré siempre respetuoso con las tradiciones del Cuerpo, estaré orgulloso de su historia y nunca haré nada que pueda desprestigiar su nombre.
- 5.º mandamiento: Ajustaré mi conducta al respeto de las personas. Su dignidad y derechos serán valores que guardaré y exigiré.
- 6.º mandamiento: Como Infante de Marina la disciplina constituirá mi norma de actuación. La practicaré y exigiré en todos los cometidos que se me asignen.
- 7.º mandamiento: Como Infante de Marina mi misión será sagrada. En su cumplimiento venceré o moriré.
- 8.º mandamiento: Aumentar la preparación física y mental será mi objetivo permanente.
- 9.º mandamiento: Seré duro en la fatiga, bravo en el combate, nunca el desaliento en mi pecho anidará, nobleza y valentía serán mis emblemas.
- 10.º mandamiento: ¡Mi lema!... ¡Valiente por tierra y por mar!